# Miguel Terceros
Miguel Ángel Terceros Acuña (Santa Cruz de la Sierra, 25 de abril de 2004), também conhecido como Miguelito, é um futebolista profissional boliviano que atua como meio-campista ou ponta-direita. Atualmente joga no América Mineiro por empréstimo do Santos e também na Seleção Boliviana.

## Infância
Nascido e criado em Santa Cruz de la Sierra, Terceros começou sua carreira na Academía Tahuichi aos cinco anos.
Em 2015, aos 11 anos, ingressou no Proyecto Bolívia 2022, projeto social que contava com parcerias com diversos clubes da América do Sul.

## Carreira

### Santos
Miguelito ingressou no Santos em 2018, aos 14 anos, após ser destaque em um amistoso contra a equipe sub-15 do Santos e ser aprovado em teste. Porém, como a FIFA não permite transferências de jogadores estrangeiros sub-18, ele não assinou contrato com o clube, apenas mantendo um programa de intercâmbio. Em 2018, disputou a Copinha Sub-14, promovida pela Federação Paulista de Futebol, onde o clube terminou na quinta colocação e Miguel foi vice-artilheiro do time, com dois gols.
Em 2019, foi titular do Peixe na disputa da Copa Nike Sub-15.
Em março de 2021, Miguelito impressionou nos treinos e passou a atuar no elenco sub-23 do Santos. Em 2021, o Santos acertou com o representante do jogador uma espécie de pré-contrato, que foi assinado pelas partes. Ainda em 2021, mesmo sem contrato registrado na CBF, foi chamado pelo técnico Fernando Diniz para treinar entre os profissionais.
Em 26 de abril de 2022, um dia após completar 18 anos, assinou contrato com o clube até abril de 2027.
Miguelito pôde jogar oficialmente pelo Santos em julho de 2022, após ser inscrito assim que a janela de transferências foi aberta; passou a atuar no elenco sub-20. Pela categoria Sub-20, teve 3 gols em 11 jogos pelo Paulista e 1 gol em 3 partidas pelo Brasileiro. Fez sua estreia no time principal - e na Série A - em 10 de outubro, entrando como substituto de Lucas Braga na vitória por 4 a 1 em casa sobre o Juventude; ele também se tornou o primeiro boliviano a jogar pelo clube.
Na virada de ano para 2023, o jogador estava dentro dos planos do comissão técnica do time e chegou a viajar para Atibaia durante a pré-temporada com o técnico Odair Hellmann. Em janeiro de 2023, perdeu a mãe, Mary Giovana Acuña Andia, de forma repentina, onde o trauma foi tão grande e impactante em sua vida que a continuidade da sua carreira chegou a estar em xeque. No Sub-20 em 2023, teve 7 gols em 8 jogos pelo estadual, 4 gols em 7 duelos pelo Brasileiro e um gol em um confronto pela Copa do Brasil.
Na Copa São Paulo de Futebol Júnior de 2024, Miguelito fez seis jogos, com quatro assistências, quatro gols e o recebeu o rótulo de um dos melhores meias do torneio. Miguel havia sido listado pelo jornal espanhol As como uma das seis joias a serem observadas na Copinha.
Foi inscrito na Lista B do Alvinegro no Paulistão, não foi relacionado para nenhum jogo.
Após a disputa da Copa América, foi reintegrado ao elenco principal do Santos, na metade final da Série B do Brasileirão. Em 2024, se dividiu entre o time Sub-20 e o principal.
Em 2025, atuou em quatro jogos no Paulistão, contra Ponte Preta, Velo Clube, São Paulo e Água Santa.

#### Empréstimo ao América-MG
Em março de 2025, foi emprestado ao América Mineiro até o final da temporada.

#### Prisão por injúria racial
Miguelito foi preso por injúria racial após ser acusado pelo atacante Allano, do Operário Ferroviário, durante um jogo em Ponta Grossa entre a equipe paranaense e o clube mineiro válido pelo Brasileirão Série B 2025. A partida acabou em uma vitória de 1 a 0 para o Fantasma. 

## Seleção Nacional
Miguelito disputou com a seleção sub-15 da Bolívia o Campeonato Sul-Americano Sub-15 de 2019, participando de todas as cinco partidas da competição. No mesmo ano, disputou o Torneio Internacional Sub-15 na Granja Comary, onde se destacou e a Bolívia garantiu a terceira colocação da competição.
Em dezembro de 2020, com apenas 16 anos, foi convocado pelo técnico César Farías para a seleção sub-20 para um torneio amistoso internacional no Rio de Janeiro.
No dia 30 de outubro de 2021, Miguelito foi convocado por Farías, mas agora para a seleção principal para um amistoso contra El Salvador e duas partidas das eliminatórias para a Copa do Mundo FIFA de 2022, contra Peru e Uruguai. Ele fez sua estreia internacional em 24 de setembro de 2022, substituindo Ramiro Vaca na derrota amistosa por 2 a 0 contra o Senegal em Orléans, França.
Em 24 de maio de 2024, Miguelito foi incluído no elenco de 26 jogadores de Antônio Carlos Zago para a Copa América de 2024. Na preparação para o torneio, marcou seu primeiro gol internacional em 12 de junho, em uma derrota amistosa por 3 a 1 para o Equador, no Subaru Park, em Chester, Pensilvânia; foi também seu primeiro gol profissional. Na Copa América, foi titular em dois dos três jogos da Bolívia e teve boas atuações, especialmente nas partidas contra Estados Unidos (quando entrou no intervalo) e Panamá, tendo sido elogiado pela imprensa boliviana e pelo técnico Antônio Carlos Zago.

### Estatísticas

#### Clubes
Até 29 de junho de 2024
| Clube             | Temporada         | Campeonato        | Campeonato | Campeonato | Paulista | Paulista | Copa do Brasil | Copa do Brasil | Competições Continentais | Competições Continentais | Total | Total |
| Clube             | Temporada         | Divisão           | Jogos      | Gols       | Jogos    | Gols     | Jogos          | Gols           | Jogos                    | Gols                     | Jogos | Gols  |
| ----------------- | ----------------- | ----------------- | ---------- | ---------- | -------- | -------- | -------------- | -------------- | ------------------------ | ------------------------ | ----- | ----- |
| Santos            | 2022              | Série A           | 2          | 0          | —        | —        | 0              | 0              | —                        | —                        | 2     | 0     |
| Santos            | 2023              | Série A           | 2          | 0          | 0        | 0        | 2              | 0              | 3                        | 0                        | 7     | 0     |
| Santos            | 2024              | Série B           | 0          | 0          | —        | —        | —              | —              | —                        | —                        | 0     | 0     |
| Total na carreira | Total na carreira | Total na carreira | 4          | 0          | 0        | 0        | 2              | 0              | 3                        | 0                        | 9     | 0     |

#### Seleção Nacional
Até 1 de julho de 2024
| Seleção Nacional | Ano   | Jogos Oficiais | Jogos Oficiais | Amistosos | Amistosos | Total | Total |
| Seleção Nacional | Ano   | Jogos          | Gols           | Jogos     | Gols      | Jogos | Gols  |
| ---------------- | ----- | -------------- | -------------- | --------- | --------- | ----- | ----- |
| Bolivia          | 2022  | 0              | 0              | 2         | 0         | 2     | 0     |
| Bolivia          | 2023  | 1              | 0              | 5         | 0         | 6     | 0     |
| Bolivia          | 2024  | 3              | 0              | 3         | 1         | 6     | 1     |
| Total            | Total | 4              | 0              | 10        | 1         | 14    | 1     |

##### Gols pela Seleção
| No | Data                | Venue                                             | Opponent | Score | Result | Competition |
| -- | ------------------- | ------------------------------------------------- | -------- | ----- | ------ | ----------- |
| 1. | 12 de junho de 2024 | Subaru Park, Chester, Pensilvânia, Estados Unidos | Equador  | 1–3   | 1–3    | Amistoso    |

## Títulos
Santos
- Campeonato Paulista - Sub-20: 2022
- Campeonato Brasileiro - Série B: 2024